# Hongchun
Hongchun (kinesiska: 红椿) är en socken i sydvästra Kina. Den ligger i häradet Wushan i storstadsområdet Chongqing, omkring 330 kilometer nordost om det centrala stadsdistriktet Yuzhong. Antalet invånare är 4 980. Befolkningen består av 2 244 kvinnor och 2 736 män. Barn under 15 år utgör 20,0 %, vuxna 15-64 år 68 %, och äldre över 65 år 10,0 %. Hongchung är en etnisk minoritetssocken (族乡,"zu xiang")  för tujiafolket.